# 커피 오어 티
"커피 오어 티"(중국어: 一点就到家)는 2020년 공개된 중국의 코미디 드라마 영화이다.

## 출연
- 류호연 - 웨이진베이 역
- 팽욱창 - 펑시우빙 역
- 윤방 - 리샤오췬 역